# Празеодимдисеребро
Празеодимдисеребро — бинарное неорганическое соединение, интерметаллид
серебра и празеодима
с формулой Ag2Pr,
кристаллы.

## Получение
- Сплавление стехиометрических количеств чистых веществ:

{\displaystyle {\mathsf {2Ag+Pr\ {\xrightarrow {850^{o}C}}\ Ag_{2}Pr}}}

## Физические свойства
Празеодимдисеребро образует кристаллы ромбической сингонии, параметры ячейки a = 0,4781 нм, b = 0,7084 нм, c = 0,8196 нм, Z = 4,
структура типа димедьцерия CeCu2
.
При температуре 617 °C происходит переход в фазу гексагональной сингонии, пространственная группа P 6/mmm, параметры ячейки a = 0,4777 нм, c = 0,6867 нм, Z = 2,
структура типа диборида алюминия AlB2
.
Соединение образуется по перитектической реакции при температуре 847 °C.